# Agawa Hiroyuki

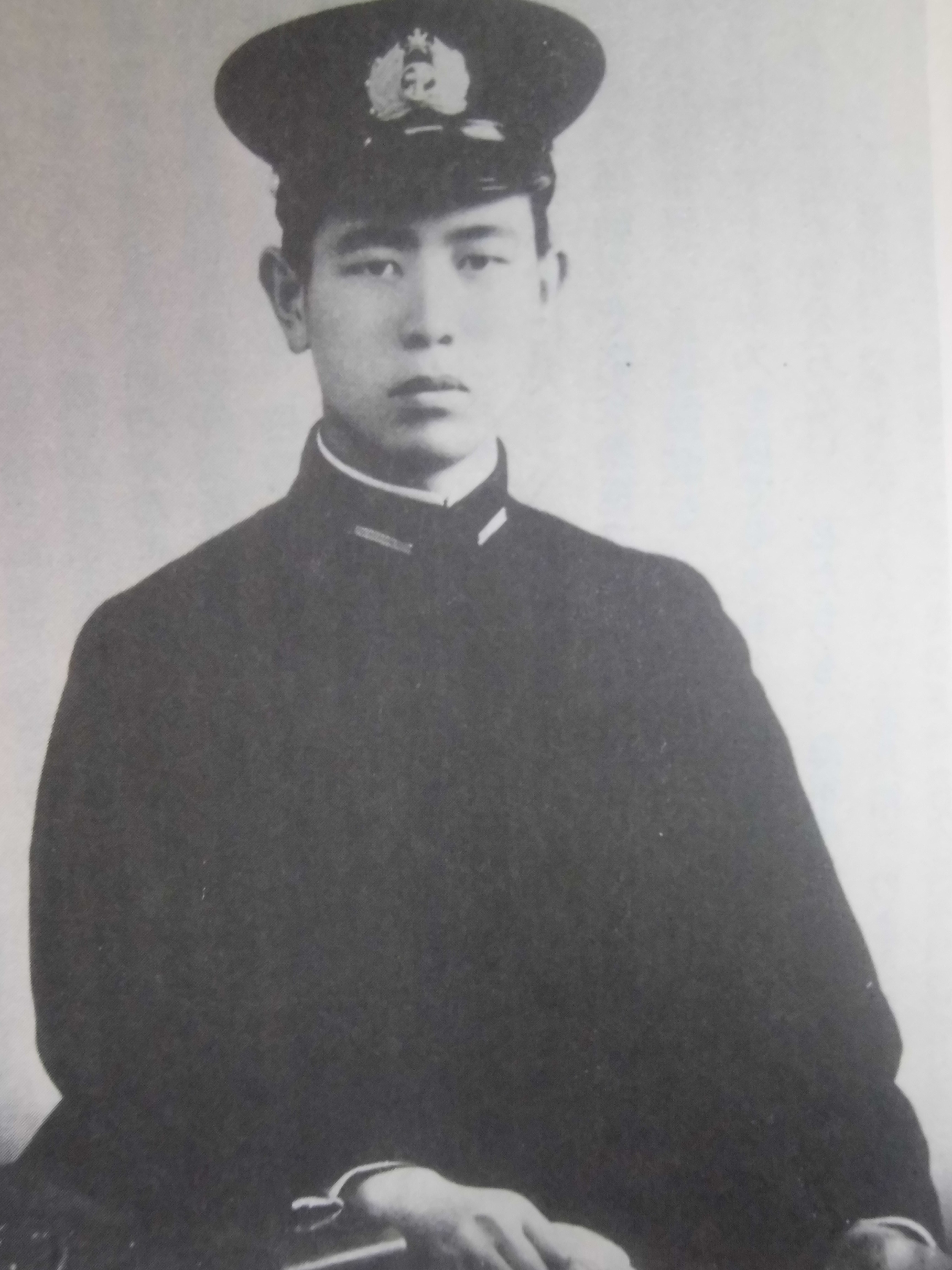
Agawa Hiroyuki (vor 1946)

Agawa Hiroyuki (japanisch 阿川 弘之, * 24. Dezember 1920 in Hiroshima; † 3. August 2015 in Tokio) war ein japanischer Schriftsteller.

## Leben
Agawa Hiroyuki studierte japanische Literatur an der Kaiserlichen Universität Tōkyō, wo er den Grad eines Baccalaureus artium (Bungakushi) erlangte. 1942 wurde er zur Marine eingezogen.
Sein schriftstellerisches Debüt machte Agawa 1946 als glühender Verehrer Shiga Naoyas mit der Kurzgeschichte „Nenen saisai“ (年年歳歳), die von einem Soldaten handelt, der in die Stadt Hiroshima nach dem Atombomben-Abwurf zurückkehrt. Viele seiner Geschichten handeln von seinen Erfahrungen als Marineoffizier. Zu seinen bekannten Werken zählt neben Haru no Shiro (春の城, „Das Frühlingsschloss“) oder Kumo no Bohyō (雲の墓標, dt. „Grabmal in den Wolken“) die Trilogie Yamamoto Isoroku (1980), Yonai Mitsumasa, Inoue Seibi (1986).
Agawa war Ehrenvorsitzender der Japanischen Vereinigung der Freunde Lee Teng-huis (日本李登輝友の会, Nihon Ri Tōki tomo no kai).
Er ist Ehrenbürger der Präfektur Hiroshima, war Mitglied der japanischen Akademie der Künste und Ehrenvorsitzender der Japanischen Vereinigung der Freunde Lee Teng-huis (日本李登輝友の会, Nihon Ri Tōki tomo no kai), die sich um eine Verstärkung der Japanisch-Taiwanesischen Beziehungen bemüht.
Sein Sohn war der Jurist Agawa Naoyuki (阿川 尚之), seine Tochter die Fernsehmoderatorin und Schriftstellerin Agawa Sawako (阿川 佐和子).

## Preise und Auszeichnungen
- 1952 Yomiuri-Literaturpreis in der Kategorie Roman für Haru no shiro (春の城)
- 1987 Großer Preis für japanische Literatur (日本文学大賞) für Inoue Seibi (井上成美) – Kategorie: Sachbuch
- 1993 Person mit besonderen kulturellen Verdiensten
- 1994 Noma-Literaturpreis und Mainichi-Kulturpreis für Shiga Naoya (志賀直哉)
- 1999 Kulturorden.
- 2001 Yomiuri-Literaturpreis Kategorie Essay/Reisebeschreibung für Shokumi-Buburoku (食味風々録)
- 2007 Kikuchi-Kan-Preis

## Werke (Auswahl)
- 1946 Nennen Saisai (年年歳歳)
- 1952 Haru no shiro (春の城)
- 1955 Kumo no bohyō (雲の墓標)
- 1986 Inoue Seibi (井上成美)
- 1994 Shiga Naoya (志賀直哉)